# Pyöreäsaari (ö i Södra Savolax, S:t Michel, lat 61,63, long 28,32)
Pyöreäsaari är en ö i Finland. Den ligger i sjön Pihlajavesi och i kommunen Puumala i den ekonomiska regionen  S:t Michel och landskapet Södra Savolax, i den södra delen av landet, 240 km nordost om huvudstaden Helsingfors. Öns area är 1,9 hektar och dess största längd är 250 meter i nord-sydlig riktning.